# Jabbar Gasimov
Jabbar Gasimov (Cabbar Ağadadaş oğlu Qasımov) est un affichiste, professeur, artiste du peuple de la République d'Azerbaïdjan (2002), né le 9 février 1935 à Bakou et mort le 19 octobre 2002.

## Biographie
Diplômé en 1956 de l'École d'art d'État d'Azerbaïdjan Azim Azimzade, en 1963 Jabbar Gasimov poursuit ses études à l’Institut d'art d'État de Moscou V. Surikov. En 1965 Jabbar Gasimov est élu membre de l'Union des artistes d'Azerbaïdjan, membre du Présidium de l'Union et président du département des affiches.

## Activité pédagogique
Le professeur Jabbar Gasimov travaille pendant de nombreuses années à l'Université d'État de la Culture et des Arts d'Azerbaïdjan et à l'Académie d'État des arts d'Azerbaïdjan.

## Œuvre
Jabbar Gasimov a commencé sa carrière comme affichiste et a été reconnu comme un artiste de premier plan dans ce domaine en Azerbaïdjan. Il a également créé des peintures, des graphiques de livres et de l'art monumental. Les affiches qu'il réalise se distinguent par leur contenu, leur actualité et leur émotivité.
« Paix aux enfants de la planète », « Protégez la terre et aimez-la » tiennent une place importante dans l'œuvre de l'artiste. Son affiche "Notre objectif est de construire" est considérée comme exemplaire en 1965 lors de la conférence créative des affichistes transcaucasiens et reçoit le diplôme de l'Union des peintres de l'URSS. Il obtient à plusieurs reprises des diplômes et des titres honorifiques.
Les œuvres de Jabbar Gasimov sont exposées en Azerbaïdjan et dans d'autres pays au cours de différentes années.

## Prix et titres
- Artiste honoré de la RSS d'Azerbaïdjan - 1er décembre 1982
- Artiste du peuple de la république d'Azerbaïdjan - 30 mai 2002